# ステファノス・アタナシアディス
ステファノス・アタナシアディス（ギリシア語: Στέφανος Αθανασιάδης, 1988年12月24日 - ）はギリシャ・ハルキディキ県出身の元サッカー選手。現役時代のポジションはフォワード。

## 経歴
PAOKテッサロニキの下部組織でサッカーを始めた。2007年2月24日のAEL 1964戦でトップチームデビュー。
2014年9月18日、UEFAヨーロッパリーグ 2014-15 グループリーグ・FCディナモ・ミンスク戦でハットトリックを達成した。
2017年8月22日、マッカビ・ハイファFCに2年契約で移籍した。
2018年9月7日、PASヤニナFCに2年契約で移籍した。
2020年10月22日、PAEアポロン・ラリサスに加入した。
2021年8月18日、アナゲンニシ・カルディツァFCに移籍した。

## 代表
2011年6月8日に行われたのエクアドルとの親善試合でギリシャ代表デビューを果たした。